# Йохан Георг Розенмюлер
Йохан Георг Розенмюлер (на немски: Johann Georg Rosenmüller) е германски богослов и професор по теология. Баща на анатома Йохан Кристиан Розенмюлер и ориенталиста Ернст Фридрих Карл Розенмюлер.
Йохан Георг Розенмюлер получава образованието си по теология през 1756 г. от Университета на Алтдорф, малък град близо до Нюрнберг. През 1767 г. той става пастор в Хилдбургхаузен. През 1772 г. е дякон в град Кьонигсберг, Бавария.
През 1773 г. Розенмюлер е назначен за професор по теология в Университета на Ерланген, също така е и пастор в града. През 1783 г. е назначен за главен професор по богословие в Университета на Гисен. През 1785 г. става професор в Университета на Лайпциг, както и председател на оберконсисторията на града. Розенмюлер остава в Лайпциг до смъртта си през 1815 г.

## Дейност
Йохан Георг Розенмюлер допринася много за реформите в протестантското богослужение; взима активно участие в изграждането на училища, особено за тези училища, които са безплатни за бедни и бездомни деца.

## Трудове
Критико-богословските трудове на Розенмюлер се отличават в известна степен с независимите си възгледи. Те са написани на латински език, който той владее добре. По-важните от тях са:
- Antiquissima telluris historia (Улм, 1776)
- Scholia in Novum Testamentum (Нюрнберг, 1777—1782)
- De causis corruptae religionis per christianos philosophos seculi II (Гисен, 1783)
- De religione publica iam inde a seculo post Chr. nat. II traditionibus corrupta (Гисен, 1783)
- De christianae theologiae origine liber (Лайпциг, 1786)
- De traditione hermeneutica (Лайпциг, 1786)
- Historia interpretationis librorum sacrorum in Ecclesia christiana inde ab apostolorum aetate (Лайпциг, 1795—1814)
- De nimia copia litterarum litteratorumque, tanquam causa pereuntium litterarum (Лайпциг, 1814)